# Бердигестях (озеро, Среднеколымский улус)
Бердигестях (также Берджигестях)— пресноводное озеро на северо-востоке Якутии, в Среднеколымском улусе. Расположено в юго-западной части Колымской низменности, между рек Алазея и Чыскина-Сяне, в 5 км к северо-востоку от озера Калгын. Имеет округлую форму.
Находится на высоте 44 м над уровнем моря. Площадь озера составляет 41,4 км², площадь водосбора — 179 км². Длина озера около 8 км, максимальная ширина — 7 км. Впадает несколько ручьёв. Сток имеет через реку Хапчагай-Сян в Алазею.
Берега низкие, слабо изрезанные, преимущественно покрытые лиственничной тайгой, заболоченные в северо-западой части.
Ближайший населенный пункт, село  Эбях, расположен примерно в 30 км к востоку.